# هاريس بارون
هاريس بارون (بالإنجليزية: Harris Barron)‏ هو رسام أمريكي، ولد في 1926، وتوفي في 22 أكتوبر 2017.